# Ettelbruck
Ettelbruck (lussemburghese: Ettelbréck; tedesco: Ettelbrück) è un comune del Lussemburgo centrale con lo status di città. Fa parte del cantone di Diekirch, nel distretto omonimo. Si trova vicino alla confluenza fra i fiumi Sûre (o Sauer) e Alzette.
Nel 2005, la città di Ettelbruck, capoluogo del comune che si trova nella parte orientale del suo territorio, aveva una popolazione di 6 191 abitanti. L'altra località che fa capo al comune è Warken.
Ad Ettelbruck si trova uno snodo ferroviario, dove la linea per Diekirch si congiunge all'asse Lussemburgo-Liegi. Nel comune ha sede un polo universitario e medico di riferimento per il nord del Paese.
L'origine del nome viene fatta risalire all'invasione unna del 451 d.C.: l'armata di Attila costruì infatti un ponte per attraversare l'Alzette. Il nome sarebbe dunque un'unione di Ettel (=Attila) e Bruck (=ponte), ossia "il ponte di Attila".
Secondo i dati del 2022, la popolazione comunale di Ettelbruck ammonta a 9 965 abitanti.

## Sport

### Calcio
La squadra principale della città è l'Etzella Ettelbruck.

## Trasporti
È servita una stazione ferroviariache collega la città con Lussemburgo e Diekirch e ha anche un'uscita dell'A7. La stazione di Ettelbruck («Gare d’Ettelbruck») è servita dalla linea CFL 10, che collega la città al centro e al nord del Lussemburgo. Nel 2022 ha registrato circa 1 768 952 passeggeri, risultando la quarta più trafficata del paese.  L’edificio originale, costruito nel 1862, è stato demolito nel 2022 nell’ambito di un progetto di ammodernamento, poi approvato dal Parlamento e atteso per il completamento nel 2027.